# راندال إل. شوارتز
راندال إل. شوارتز (بالإنجليزية: Randal L. Schwartz)‏ هو مبرمج ومدرس وعالم حاسوب أمريكي، ولد في 22 نوفمبر 1961 في بورتلاند في الولايات المتحدة.

## وصلات خارجية
- الموقع الرسمي